# Chironomus eburneocinctus
Chironomus eburneocinctus är en tvåvingeart som först beskrevs av Philippi 1865.  Chironomus eburneocinctus ingår i släktet Chironomus och familjen fjädermyggor. Inga underarter finns listade i Catalogue of Life.